# Periclimenaeus rhodope
Periclimenaeus rhodope är en kräftdjursart som först beskrevs av Giuseppe Nobili 1904.  Periclimenaeus rhodope ingår i släktet Periclimenaeus och familjen Palaemonidae. Inga underarter finns listade i Catalogue of Life.